# Соловйов Микола Феопемптович
Микола Феопемптович Соловйов (рос. Николай Феопемптович Соловьёв; 27 квітня [9 травня] 1846, Петрозаводськ — 14 [27] грудня 1916, Петроград) — російський композитор, музичний критик і педагог.
Навчався у 2-й петербурзькій гімназії, після закінчення якої вступив до медико-хірургічної академії, яку залишив заради навчання в Петербурзькій консерваторії. Навчався у Миколи Заремби.
Першим значним оркестровим твором стала Увертюра для оркестру (1869), виконана на урочистому вечорі в консерваторії. У 1870 році виступив з драматичною кантатою «Смерть Самсона». Серед інших оркестрових і вокально-симфонічних творів композитора — симфонічна картина «Русь і Монголи» (1870), «Петрівська кантата» на честь 200-річного ювілею Петра I, симфонічна фантазія «Ей, ухнем» для всеросійської виставки в Москві (1882).
У 1873—1874 роках брав участь у конкурсі на кращу оперу на лібрето Якова Полонського «Коваль Вакула» (за повістю Гоголя «Ніч перед Різдвом»). Лібрето було колись написано для покійного Сєрова, який не встиг скласти музику на цей текст. Журі (до якого входили Е. Направник і М. Римський-Корсаков) присудило опері Соловйова друге місце (перше зайняла опера П. І. Чайковського). Опера Соловйова була поставлена в 1880 році в Санкт-Петербурзі. Друга опера композитора — «Корделія» — поставлена під назвою «Помста» в 1885 році, також у Санкт-Петербурзі. У 1886 році вона була поставлена в Москві, Києві, Казані, в 1887 — в Тифлісі, а в 1890 — в Празі.
Найбільш значним з камерно-вокальних творів стало «Слово о полку Ігоревім» для голосу і фортепіано (1873). Романси і фортепіанні п'єси друкувалися в «Музичному світі», «Зірці», «Нувеллісті», видані В. Бесселем і М. Бернардом. Серед хорових творів слід відзначити хор «Молитва про Русь», який отримав премію на конкурсі російського музичного товариства (1877). Соловйов зібрав близько 300 російських народних пісень; деякі з них увійшли до видання Академії Наук «Великорусс» (матеріали, зібрані П. В. Шейном).
Автор і редактор понад 1000 статей про музику в «Енциклопедичному словнику Брокгауза і Єфрона». У 1874—1909 викладав композицію і теорію музики в Петербурзькій консерваторії (з 1885 року — професор); серед його учнів, зокрема, були Самуїл Майкапар і Давид Черномордиков. У 1906—1912 був керуючим Придворної співацької капели.
Похований на Нікольському цвинтарі Олександро-Невської Лаври.